# Монятичі
Монятичі (пол. Moniatycze) — село в Польщі, у гміні Грубешів Грубешівського повіту Люблінського воєводства. Населення — 451 особа (2011).

## Назва
На думку мовознавиці Галини Вишневської, назва села походить від руського імені Монята.

## Історія

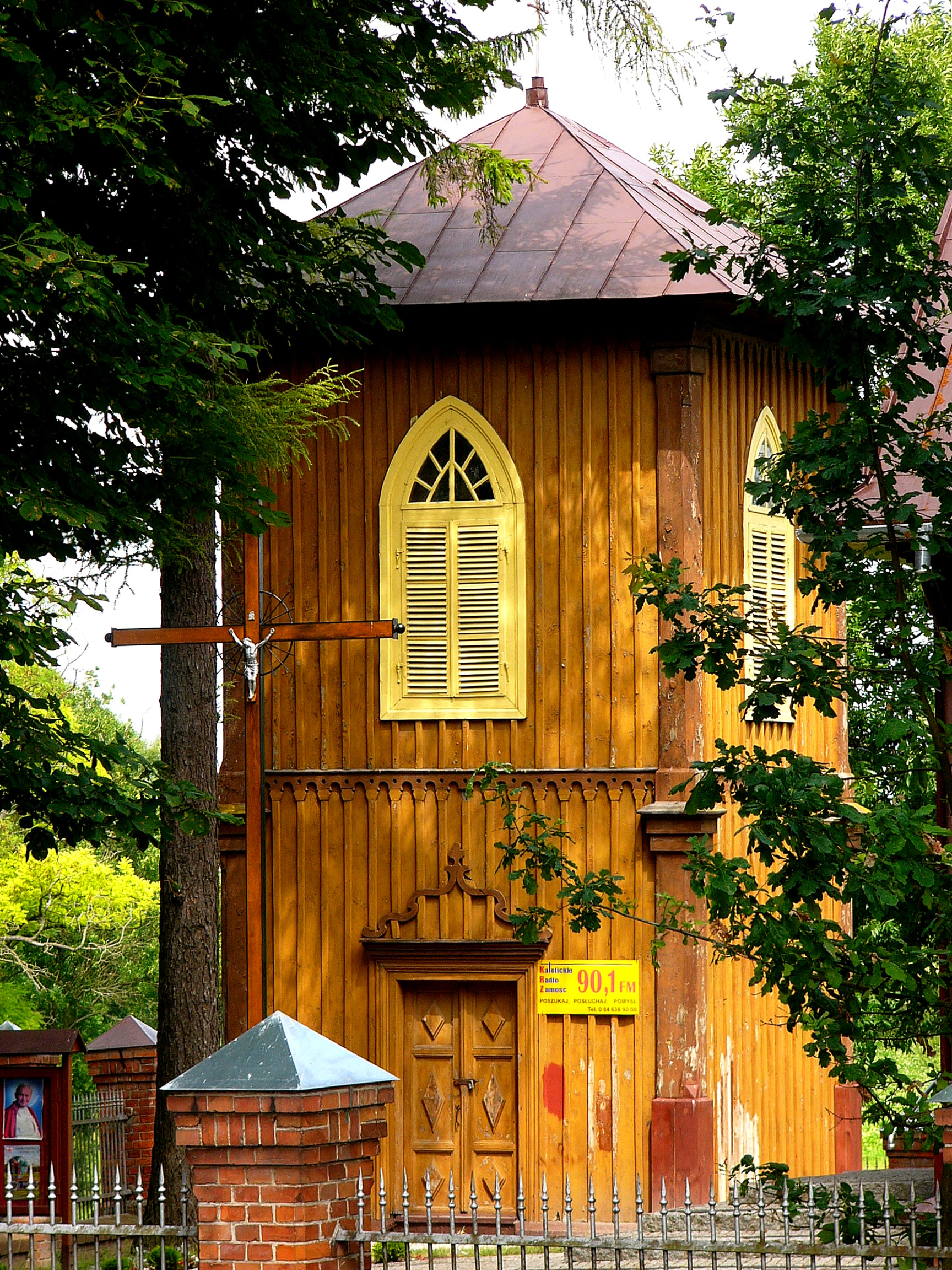
Прицерковна дзвіниця, Монятичі

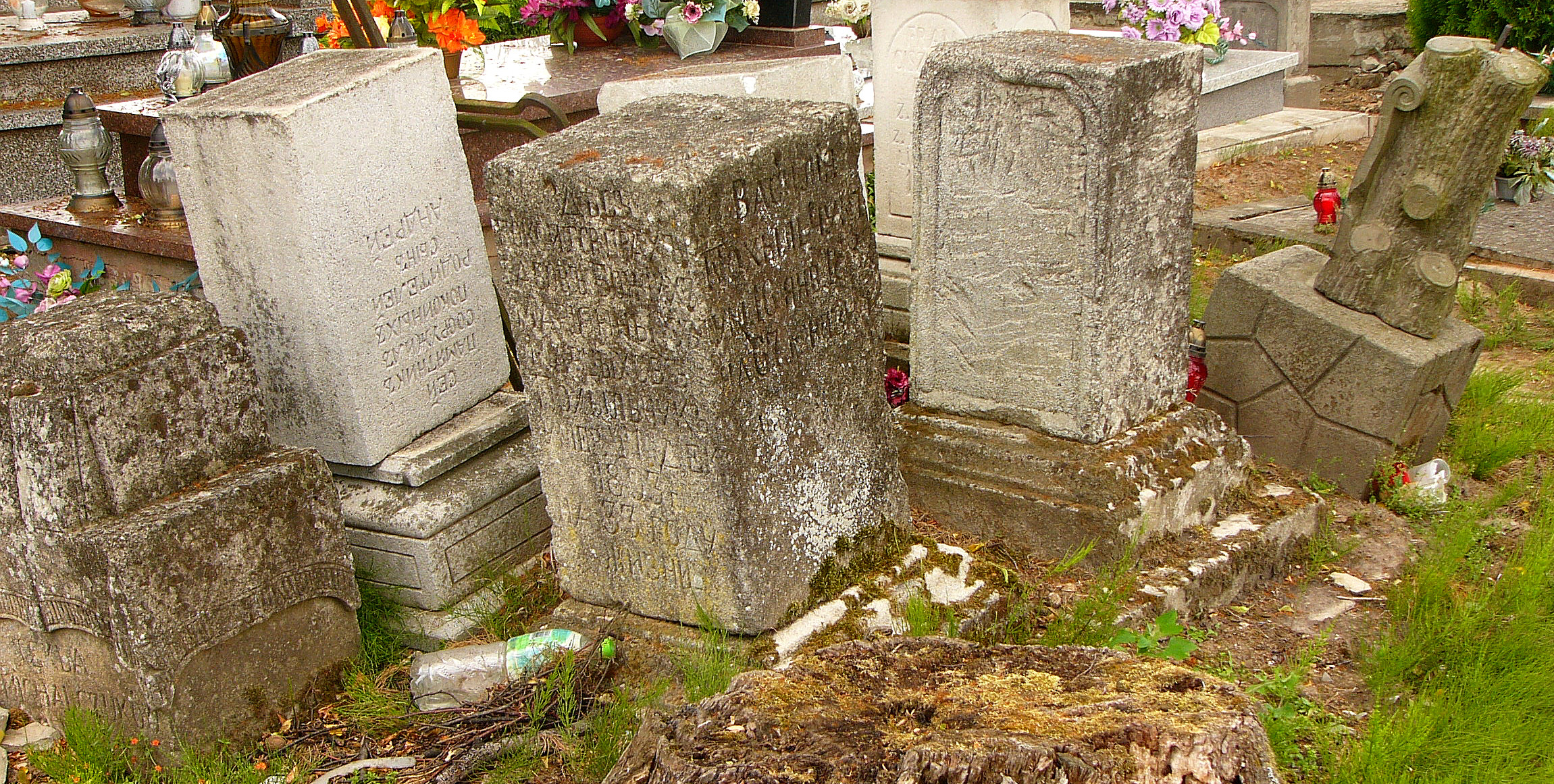
Знищенні православні нагробки в Монятичах, 2015 рік

1531 року вперше згадується православна церква в селі.
За даними етнографічної експедиції 1869—1870 років під керівництвом Павла Чубинського, у селі проживали греко-католики, які розмовляли українською мовою. 1872 року місцева греко-католицька парафія налічувала 750 вірян.
Під час проведення операції «Вісла» в період 20-25.06.1947 року з Монятич, було вивезено на «землі відзискані» (Вармінсько-Мазурське воєводство, Західнопоморське воєводство) 3 людей, залишилося 398 людей національності польської, а також залишилося 12 людей української національності зі змішаних родин.
У 1975—1998 роках село належало до Замойського воєводства.

## Населення
Демографічна структура станом на 31 березня 2011 року:
|          | Загалом | Допрацездатний вік | Працездатний вік | Постпрацездатний вік |
| -------- | ------- | ------------------ | ---------------- | -------------------- |
| Чоловіки | 206     | 36                 | 146              | 24                   |
| Жінки    | 245     | 57                 | 133              | 55                   |
| Разом    | 451     | 93                 | 279              | 79                   |